# سكارا (مدينة)
سكارا (بالسويدية: Skara) مدينة سويدية ومركز بلدية تحمل الاسم ذاته في مقاطعة فاسترا غوتلاند. بلغ عدد السكان 18،580 نسمة في عام 2013.

## الموقع
تقع سكارا على الطريق السريع E20 حوالي 130 كيلومتر (81 ميل) شمال شرق مدينة غوتنبرغ في وسط فسترا غوتلاند.

## المناخ
| البيانات المناخية لـ{{{location}}}     | البيانات المناخية لـ{{{location}}} | البيانات المناخية لـ{{{location}}} | البيانات المناخية لـ{{{location}}} | البيانات المناخية لـ{{{location}}} | البيانات المناخية لـ{{{location}}} | البيانات المناخية لـ{{{location}}} | البيانات المناخية لـ{{{location}}} | البيانات المناخية لـ{{{location}}} | البيانات المناخية لـ{{{location}}} | البيانات المناخية لـ{{{location}}} | البيانات المناخية لـ{{{location}}} | البيانات المناخية لـ{{{location}}} | البيانات المناخية لـ{{{location}}} |
| الشهر                                  | يناير                              | فبراير                             | مارس                               | أبريل                              | مايو                               | يونيو                              | يوليو                              | أغسطس                              | سبتمبر                             | أكتوبر                             | نوفمبر                             | ديسمبر                             | المعدل السنوي                      |
| -------------------------------------- | ---------------------------------- | ---------------------------------- | ---------------------------------- | ---------------------------------- | ---------------------------------- | ---------------------------------- | ---------------------------------- | ---------------------------------- | ---------------------------------- | ---------------------------------- | ---------------------------------- | ---------------------------------- | ---------------------------------- |
| الدرجة القصوى °م (°ف)                  | 9.9 (49.8)                         | 11.4 (52.5)                        | 19.1 (66.4)                        | 27.6 (81.7)                        | 29.0 (84.2)                        | 33.8 (92.8)                        | 34.0 (93.2)                        | 33.0 (91.4)                        | 26.2 (79.2)                        | 20.8 (69.4)                        | 14.2 (57.6)                        | 11.1 (52.0)                        | 34.0 (93.2)                        |
| الحد الأقصى المتوسط °م (°ف)            | 6.3 (43.3)                         | 6.5 (43.7)                         | 12.5 (54.5)                        | 19.1 (66.4)                        | 24.0 (75.2)                        | 26.6 (79.9)                        | 28.6 (83.5)                        | 27.1 (80.8)                        | 22.3 (72.1)                        | 15.6 (60.1)                        | 11.1 (52.0)                        | 7.4 (45.3)                         | 28.6 (83.5)                        |
| متوسط درجة الحرارة الكبرى °م (°ف)      | 0.6 (33.1)                         | 0.9 (33.6)                         | 5.0 (41.0)                         | 11.6 (52.9)                        | 16.3 (61.3)                        | 19.7 (67.5)                        | 22.2 (72.0)                        | 21.0 (69.8)                        | 16.5 (61.7)                        | 10.1 (50.2)                        | 5.5 (41.9)                         | 2.1 (35.8)                         | 11.0 (51.7)                        |
| متوسط درجة الحرارة الصغرى °م (°ف)      | −4.1 (24.6)                        | −4.3 (24.3)                        | −2.5 (27.5)                        | 1.3 (34.3)                         | 5.8 (42.4)                         | 9.0 (48.2)                         | 12.1 (53.8)                        | 11.5 (52.7)                        | 8.2 (46.8)                         | 3.4 (38.1)                         | 1.0 (33.8)                         | −2.4 (27.7)                        | 3.3 (37.9)                         |
| الحد الأدنى المتوسط °م (°ف)            | −15.3 (4.5)                        | −13.8 (7.2)                        | −10.9 (12.4)                       | −4.7 (23.5)                        | −1.1 (30.0)                        | 3.1 (37.6)                         | 7.2 (45.0)                         | 5.1 (41.2)                         | 0.0 (32.0)                         | −4.5 (23.9)                        | −7.2 (19.0)                        | −12.6 (9.3)                        | −15.3 (4.5)                        |
| أدنى درجة حرارة °م (°ف)                | −32.0 (−25.6)                      | −33.7 (−28.7)                      | −29.3 (−20.7)                      | −22.8 (−9.0)                       | −7.8 (18.0)                        | −4.0 (24.8)                        | 3.0 (37.4)                         | −2.8 (27.0)                        | −6.5 (20.3)                        | −15.0 (5.0)                        | −22.5 (−8.5)                       | −26.3 (−15.3)                      | −33.7 (−28.7)                      |
| الهطول مم (إنش)                        | 39.7 (1.56)                        | 26.1 (1.03)                        | 30.3 (1.19)                        | 34.0 (1.34)                        | 40.6 (1.60)                        | 49.6 (1.95)                        | 58.0 (2.28)                        | 64.0 (2.52)                        | 62.1 (2.44)                        | 56.6 (2.23)                        | 55.9 (2.20)                        | 45.1 (1.78)                        | 562 (22.12)                        |
| المصدر #1: SMHI                        |                                    |                                    |                                    |                                    |                                    |                                    |                                    |                                    |                                    |                                    |                                    |                                    |                                    |
| المصدر #2: SMHI Monthly Data 2002-2015 |                                    |                                    |                                    |                                    |                                    |                                    |                                    |                                    |                                    |                                    |                                    |                                    |                                    |

## أعلام
- إلياس يمير
- جورج فون براون